# Olivier Ducastel
Olivier Ducastel (* 23. Februar 1962 in Lyon) ist ein französischer Drehbuchautor und Filmregisseur.

## Leben
Ducastel wuchs in Rouen auf. Er studierte Film und Theater an der Universität Paris III in Paris. Ducastel lebt mit seinem Lebenspartner Jacques Martineau, den er 1995 kennenlernte und mit dem er auch beruflich zusammenarbeitet, in Frankreich. Gemeinsam drehten und filmten sie mehrere Filme, die insbesondere LGBT-Themen behandeln.

## Filmografie
Filme als Regisseur:
- 1988: Le goût de plaire
- 1998: Jeanne et le garçon formidable
- 2000: Felix (Drôle de Félix)
- 2002: Mein wahres Leben in der Provinz (Ma vraie vie à Rouen)
- 2005: Meeresfrüchte (Crustacés et coquillages)
- 2008: Liebe und Revolution (Nés en 68)
- 2010: Der Baum und der Wald (L’arbre et la forêt)
- 2010: Juste la fin du monde de Jean-Luc Lagarce (TV)
- 2016: Théo & Hugo

## Auszeichnungen (Auswahl)
- 2000: Preis der Teddy-Jury für Felix (gemeinschaftlich mit Jacques Martineau)
- 2009: Jean-Vigo-Preis für Der Baum und der Wald (gemeinschaftlich mit Jacques Martineau)